# Pampero (vent)
Pour l’article homonyme, voir Pampero.
Le pampero est un vent froid accompagné de fortes rafales, de sud à sud-ouest, sur les pampas de l'Argentine et de l'Uruguay. Il est souvent violent et se manifeste au passage d'un front froid actif derrière une dépression importante. Le pampero se présente souvent sous forme d'un grain avec une chute rapide de la température. Il est parfois annoncé par un nuage en rouleau (et alors particulièrement violent). 

## Climatologie
Les conditions favorables à son apparition se retrouvent surtout durant l'hiver austral, de mai à août. Cependant, il peut se former en été dans la région autour de Buenos Aires. Il est alors accompagné d'orages, parfois violents, ainsi que d'une baisse marquée de la température et de l'humidité élevées de la saison.